# Tigris (cheval)
Pour les articles homonymes, voir Tigris.
Tigris (né en 1875) est un étalon trotteur de robe bai-brun, fils de Lavater.

## Histoire
Il naît en 1875. 
Il démarre les courses à l'âge de 3 ans. Il ne gagne aucune des courses auxquelles il participe, mais se classe dans plusieurs d'entre elles. Sa meilleure réduction kilométrique est de 1'53"3, à Caen, sur 4 000 m.

## Description
Son aspect est « commun ».

## Descendance
Il est le père de 157 trotteurs. Kalmia, 1'35", né en 1888, est considéré comme l'un de ses meilleurs fils, et devient lui-même père de 114 trotteurs dont Dakota 1'28", né en 1903.